# Саундтрек Grand Theft Auto: San Andreas
Действие игры Grand Theft Auto: San Andreas разворачивается на западном побережье США в вымышленном штате Сан-Андреас в 1992 году. Музыка в игре отражает вкусы того места и времени и имеет широкий временной охват: вместе с музыкой начала 90-х присутствуют композиции 80-х, 70-х, 60-х и даже 50-х годов.
Некоторые треки были семплированы или микшированы из других треков из игр серии GTA. Например, Ice Cube — «Check Yo Self» получен семплированием «The Message» из Vice City, или «Weekend», оригинал которой можно услышать на Paradise FM из Vice City Stories.
PC и Xbox версии игры позволяют добавлять свои треки в игру. Они будут звучать на специальной радиостанции «User Track Player», но, в отличие от предыдущих игр серии GTA, San Andreas может помещать рекламу между треками.

## Радиостанции игры
Радиостанции расположены в том же порядке, что и в игре.

### Playback FM
DJ/Ведущий: Forth Right MC (озвучил: Chuck D)

Жанр: Хип-хоп Восточного побережья, олдскул, хардкор-хип-хоп

Треклист:
- Kool G Rap & DJ Polo — «Road To The Riches»[1]
- Big Daddy Kane — «Warm It Up, Kane»[1]
- Spoonie Gee — «The Godfather»[1]
- Masta Ace — «Me & The Biz»[1]
- Slick Rick — «Children's Story»
- Public Enemy — «Rebel Without A Pause»
- Eric B. & Rakim — «I Know You Got Soul»
- Rob Base and DJ E-Z Rock — «It Takes Two»
- Gang Starr — «B.Y.S.»[1]
- Biz Markie — «The Vapors»[1]
- Brand Nubian — «Brand Nubian»
- Ultramagnetic MCs — «Critical Beatdown»[1]

Резюме: Диджей Forth Right MC самый болтливый из всех диджеев в игре. В эфире он рассказывает про восточное побережье, пришельцев и старую школу хип-хопа. Радиостанция вещает из Лос-Сантоса, но местные рэперы недолюбливают её, так как в её репертуаре хип-хоп восточного побережья, а не западного. Forth Right MC любит и день, и ночь. Эта радиостанция — любимая у банды Varrios Los Aztecas.

### K-Rose
DJ/Ведущий: Мэри-Бэт Мэйбелл (озвучила: Риетт Бердик)

Жанр: Кантри

Треклист:
- Jerry Reed — «Amos Moses»
- Conway Twitty & Loretta Lynn — «Louisiana Woman, Mississippi Man»
- Hank Williams — «Hey Good Lookin’»
- Juice Newton — «Queen of Hearts»[1]
- Statler Brothers — «New York City»[1]
- Statler Brothers — «Bed of Rose’s»
- Asleep at the Wheel — «The Letter That Johnny Walker Read»[1]
- Desert Rose Band — «One Step Forward»[1]
- Willie Nelson — «Crazy»
- Patsy Cline — «Three Cigarettes In An Ashtray»
- Mickey Gilley — «Make The World Go Away»[1]
- Ed Bruce — «Mamas Don’t Let Your Babies Grow Up to Be Cowboys»
- Merle Haggard — «Always Wanting You»
- Whitey Shafer — «All My Ex’s Live in Texas»
- Eddie Rabbit — «I Love a Rainy Night»

Резюме: K-Rose — одна из немногих радиостанций в играх серии GTA, транслирующая кантри-музыку (не считая «The Fergus Buckner Show» в Grand Theft Auto; существует также радиостанция Rebel Radio в GTA V). Диджей — жизнерадостная женщина Мэри-Бэт Мэйбелл. Судя по её словам, её много раз бросали парни ещё в школе, затем в колледже, и даже сейчас она была замужем 5 раз. И все 5 — неудачно, а в процессе прохождения игры вы услышите, что от неё ушёл очередной (уже шестой) муж. Радиостанция транслируется из деревни Паломино-Крик. Мэри обожает день. Ночью, как она считает, тяжело транслировать кантри.

### K-DST
DJ/Ведущий: Томми «The Nightmare» Смит (озвучил: Эксл Роуз)

Жанр: Рок-музыка

Треклист:
- Foghat — «Slow Ride»[1]
- Creedence Clearwater Revival — «Green River»[1]
- Heart — «Barracuda»
- Kiss — «Strutter»
- Toto — «Hold the Line»[1]
- Rod Stewart — «Young Turks»
- Tom Petty — «Runnin' Down a Dream»[1]
- Joe Cocker — «Woman to Woman»
- Humble Pie — «Get Down to It»
- Grand Funk Railroad — «Some Kind of Wonderful»
- Lynyrd Skynyrd — «Free Bird»
- America — «A Horse with No Name»
- The Who — «Eminence Front»
- Boston — «Smokin'»
- David Bowie — «Somebody Up There Likes Me»[1]
- Eddie Money — «Two Tickets to Paradise»
- Billy Idol — «White Wedding»[1]

Резюме: Диджея Томми «The Nightmare» Смита озвучил вокалист группы «Guns N’ Roses» (одна из песен которой звучит на другой игровой радиостанции — «Radio X») — Эксл Роуз. Сам диджей утверждает, что в 70-х он был вокалистом группы (вымышленной, конечно) «The Crystals», которая, судя по его словам, распалась в 1977-м году. Радиостанция вещает из Лос-Сантоса в жанре классический рок. Смит обожает ночь, так как из-за любви к ней он даже взял псевдоним «The Nightmare» (с англ. — «Ночной Кошмар»). Это любимая радиостанция у Майка Торено, итальянской мафии, Байкеров, и одна из любимых радиостанций банды Лос Сантос Вагос.

### Bounce FM
DJ/Ведущий: The Funktipus (озвучил: Джордж Клинтон)

Жанр: Фанк, соул

Треклист:
- Zapp — «I Can Make You Dance»
- Kool & the Gang — «Hollywood Swingin'»
- Ohio Players — «Love Rollercoaster»[1]
- Ohio Players — «Funky Worm»
- Rick James — «Cold Blooded»
- Maze — «Twilight»
- Fatback Band — «Yum Yum (Gimme Some)»[1]
- The Isley Brothers — «Between The Sheets»[1]
- Ronnie Hudson — «West Coast Poplock»
- Lakeside — «Fantastic Voyage»[1]
- George Clinton — «Loopzilla»[1]
- Dazz Band — «Let It Whip»
- Cameo — «Candy»
- MFSB — «Love Is The Message»[1]
- Johnny Harris — «Odyssey»[1]
- Roy Ayers — «Running Away»
- The Gap Band — «You Dropped a Bomb on Me»

Резюме: Bounce FM — это фанк радиостанция, вещающая из Сан-Фиерро. Интересно, что ведущий шоу Area 53 на WCTR, Marvin Trill, звонит на Bounce FM, ошибочно полагая, что «The Party Ship» (второе название радиостанции), это реально существующая летающая тарелка, на которую он хочет попасть. Это любимая радиостанция банды Баллас.

### SF-UR[1]
DJ/Ведущий: Ханс Оберландер (озвучил: Lloyd Floyd)

Жанр: Чикагский хаус, эйсид-хаус, дип-хаус

Треклист:
- Jomanda — «Make My Body Rock»
- 808 State — «Pacific 202»
- The Todd Terry Project — «Weekend»
- Nightwriters — «Let The Music Use You»
- Marshall Jefferson — «Move Your Body»
- Maurice — «This Is Acid»
- Mr. Fingers — «Can You Feel It?»
- A Guy Called Gerald — «Voodoo Ray»
- Cultural Vibe — «Ma Foom Bey»
- CeCe Rogers — «Someday»
- Robert Owens — «I'll Be Your Friend»
- Frankie Knuckles — «Your Love»
- Joe Smooth — «Promised Land»
- 28th Street Crew — «I Need a Rhythm»
- Raze — «Break 4 Love»
- Fallout — «The Morning After»

Резюме: SF-UR расшифровывается как San Fierro Underground Radio, и вещается, соответственно, из Сан-Фиерро. Диджей Ханс Оберландер очень энергичен и эмоционален. Любит ночь, так как считает, что ночь — лучшее время для хауса. Это любимая радиостанция Триад и Парней Дананга.

### Radio Los Santos
DJ/Ведущий: Julio G (в роли самого себя)

Жанр: Хип-хоп Западного побережья, гангста-рэп, джи-фанк

Треклист:
- 2Pac (feat. Pogo) — «I Don’t Give a Fuck»
- Compton's Most Wanted — «Hood Took Me Under»
- Dr. Dre (feat. Snoop Dogg) — «Nuthin' But a „G“ Thang»[1]
- Dr. Dre (feat. Snoop Dogg & RBX) — «Fuck Wit Dre Day»[1]
- Dr. Dre (feat. Snoop Dogg) — «Deep Cover»[1]
- Too Short — «The Ghetto»[1]
- N.W.A. — «Alwayz Into Somethin'»[1]
- N.W.A. — «Express Yourself»[1]
- Ice Cube — «It Was A Good Day»[1]
- Ice Cube — «Check Yo Self (Remix)»[1]
- Kid Frost — «La Raza»
- Cypress Hill — «How I Could Just Kill a Man»
- Eazy-E — «Eazy-Er Said Than Dunn»[1]
- Above The Law — «Murder Rap»[1]
- Da Lench Mob — «Guerillas in tha Mist»
- The D.O.C. — «It's Funky Enough»

Резюме: По названию можно догадаться, откуда вещает радиостанция. Julio G равнодушен ко всему, кроме хип-хопа Западного побережья и гангста-рэпа. Также он равнодушен к времени суток. Диджея озвучил Julio G, бывший диджей на радио K-DAY (возможный прототип Radio Los Santos). Любимая радиостанция банды Grove Street Families и Райдера.

### Radio X
DJ/Ведущий: Сэйдж (озвучила: Джоди Шоубэк)

Жанр: Альтернативный рок, хеви-метал, гранж, хард-рок

Треклист:
- Helmet — «Unsung»
- Depeche Mode — «Personal Jesus»
- Faith No More — «Midlife Crisis»
- Danzig — «Mother»
- Living Colour — «Cult of Personality»
- Primal Scream — «Movin' On Up»[1]
- Guns N' Roses — «Welcome to the Jungle»[1]
- L7 — «Pretend We're Dead»
- Ozzy Osbourne — «Hellraiser»[1]
- Soundgarden — «Rusty Cage»
- Rage Against the Machine — «Killing in the Name»
- Jane's Addiction — «Been Caught Stealing»
- The Stone Roses — «Fools Gold»[1]
- Alice in Chains — «Them Bones»[1]
- Stone Temple Pilots — «Plush»

Резюме: Радиостанция вещает из Лас-Вентураса. Диджей радиостанции Сэйдж (женщина) мечтает о смерти. Судя по её разговорам, она уже запланировала свои похороны. Любит ночь. Также она очень откровенна. Например, она один раз сказала: «Вы не представляете, как тяжело быть диджеем. Надо придумать, о чём говорить между песнями».

### CSR 103.9
DJ/Ведущий: Phillip «PM» Michaels (озвучил: Michael Bivins)

Жанр: Нью-джек-свинг, R&B

Треклист:
- SWV — «I'm So Into You»
- Soul II Soul — «Keep on Movin'»[1]
- Samuelle — «So You Like What You See»
- En Vogue — «My Lovin' (You're Never Gonna Get It)»
- Johnny Gill — «Rub You the Right Way»[1]
- Ralph Tresvant — «Sensitivity»
- Guy — «Groove Me»
- Aaron Hall — «Don’t Be Afraid»
- Boyz II Men — «Motownphilly»
- Bell Biv DeVoe — «Poison»
- Today — «I Got the Feeling»
- Wreckx-N-Effect — «New Jack Swing»
- Bobby Brown — «Don’t Be Cruel»

Резюме: Диджей Филлип «PM» Майклс обожает свою радиостанцию и ночное время суток. CSR 103:9 вещает из Лас-Вентураса в жанрах нью-джек-свинг и современный ритм-н-блюз. Филлип очень самовлюблённый персонаж, полагающий, что он очередная большая звезда, несмотря на довольно сомнительный успех его карьеры. После песни Poison группы Bell Biv DeVoe, участником которой является озвучивающий диджея Майкл Бивинс, Филлип заявляет, что был приглашён в группу, но отказался.

### K-Jah West
DJ/Ведущий: Маршалл Питерс и Джонни Лоутон (озвучили: Sly and Robbie)

Жанр: Даб, регги, дэнсхолл

Треклист:
- Black Harmony — «Don’t Let It Go To Your Head»
- Blood Sisters — «Ring My Bell»
- Shabba Ranks — «Wicked Inna Bed»[1]
- Buju Banton — «Batty Rider»[1]
- Augustus Pablo — «King Tubby Meets Rockers Uptown»
- Dennis Brown — «Revolution»[1]
- Willie Williams — «Armagideon Time»[1]
- I-Roy — «Sidewalk Killer»[1]
- Toots & the Maytals — «Funky Kingston»
- Dillinger — «Cocaine In My Brain»
- Pliers — «Bam Bam»
- Barrington Levy — «Here I Come»
- Reggie Stepper — «Drum Pan Sound»
- Black Uhuru — «Great Train Robbery»
- Max Romeo & The Upsetters — «I Chase The Devil»
- Toots and The Maytals — «Pressure Drop»

Резюме: Единственная радиостанция с двумя диджеями и одна из двух радиостанций, не принимающих звонки. K-Jah West одна из самых неоднозначных станций в игре. Диджеи дополняют друг друга, но у них есть различия: Маршалл Пиетрс любит больше регги, а Джонни Лоутон — даб. К ска оба диджея относятся одинаково. Радиостанция вещает из Лас-Вентураса. К времени суток диджеи относятся по-разному: Питерс любит больше день, а Лоутон — ночь. Любимая станция у банды San Fierro Rifa.

### Master Sounds 98.3
DJ/Ведущий: Джонни «Любовный гигант» Паркинсон (озвучил: Ricky Harris)

Жанр: Фанк, соул, rare groove

Треклист:
- Лин Коллинз — «Rock Me Again and Again»[1]
- Bob James — «Nautilus»[1]
- Harlem Underground Band — «Smokin' Cheeba Cheeba»
- Лин Коллинз — «Think (About It)»
- The Blackbyrds — «Rock Creek Park»[1]
- War — «Low Rider»[1]
- The J.B.'s — «The Grunt»
- Maceo & The Macks — «Soul Power '74»[1]
- James Brown — «Funky President»
- Gloria Jones — «Tainted Love»[1]
- Booker T. & the M.G.'s — «Green Onions»
- The Chakachas — «Jungle Fever»
- Maceo & The Macks — «Cross The Tracks (We Better Go Back)»
- Bobby Byrd — «I Know You Got Soul»
- James Brown — «The Payback»
- Bobby Byrd — «Hot Pants»[1]
- Charles Wright & the Watts 103rd Street Rhythm Band — «Express Yourself»
- Sir Joe Quarterman & Free Soul — «So Much Trouble In My Mind»

Резюме: Диджей Джонни «Любовный гигант» Паркинсон называет себя «самым маленьким секс-гигантом в мире». Также он любитель ночного времени суток. В эфире можно услышать, как он упоминает Джеймса Брауна и его песню «Papa’s Got A Brand New Bag» 1968-го года, так как это первая песня в стиле фанк. Радиостанция вещает из Лас-Вентураса.

### WCTR
- WCTR News: программу ведёт Лиэнн Форджет вместе с Ричардом Бернсом; здесь рассказывают о последних новостях, касающихся жизни штата Сан-Андреас, а также зачастую об инцидентах, происходящих по сюжету, таких как убийство офицера Пенделбери или беспорядки в Лос-Сантосе.
- The Tight End Zone: эту спортивную передачу ведёт Деррик Тэкери. Такери на самом деле не столько увлечён спортом, который он действительно любит, сколько страстями.
- The Wild Traveler: Передача для путешественников; ведущий — Джеймс Педистон. Педистон — растлитель малолетних детей, разыскиваемый в Малайзии, в настоящее время под надзором ФБР. Любит путешествовать по миру и записывать самые «экзотические» встречи, произошедшие во время таких путешествий, а потом некоторые из этих записей он случайно читает в прямом эфире (непреднамеренно), вызывая отвращение у слушателей. В конце концов им надоедает маразм ведущего и они перестают звонить ему на передачу.
- Entertaining America: развлекательная программа, ведущие — Билли Декстер и Лазло (чуть позже), много разных гостей. Джек Ховитзер случайно стреляет Декстеру в голову из своего пистолета, и после довольно длительного перерыва (в том числе последующего осуждения Ховитзера в новостях) в кресло ведущего садится Лазло.
- Gardening with Maurice: передача о садоводстве, которую ведёт Морис. Морис — очень озабоченная личность, причём он озабочен не только своим садом, но и своим собственным телом. Например, он любит фотографировать себя. Также даёт звонящим нетрадиционные советы и делает необычные предложения по растениям.
- I Say/You Say: политическое дискуссионное шоу, организованное либерально-консервативной парой Пейтон и Мэри Филлипсы (они муж и жена). Пейтон и Мэри — карикатура на две идеологии: у Пейтона коммунистические наклонности, в то время как Мария играет жадных капиталистов. Например, когда им звонит слушатель, недавно похоронивший на заднем дворе трупы многочисленных незаконных иммигрантов, Мария даёт практические советы для того, как использовать тела, чтобы уклониться от уплаты налогов, а Пейтон напоминает о переработке и донорстве органов. В ранних выпусках можно услышать голос отчаянного Лазло, который ищет работу на радио и говорит о том, что он когда-то уже вёл радиопередачу; это отсылка на радио V-Rock в Grand Theft Auto: Vice City.
- Lonely Hearts: консультации по отношениям, ведущий — Кристи МакИнтайр.
- Area 53: пародия на Coast to Coast AM; ведущий — Марвин Трилл. Шоу посвящено теории заговора и НЛО.

## Реклама на радио
- Zebra Bar — экзотическая плитка шоколада, совмещающая чёрный шоколад и белый шоколад.
- Proposition 421 (Поправка 421) — поправка к Конституции США против курения, которая позволила бы юридически гражданам стрелять и убивать курильщиков в качестве самообороны.
- Inversion Therapy — форма лечения для преодоления сильных страхов и фобий, пройдя через которые (например, если Вы боитесь смерти, терапия советует совершать самоубийство) можно избавиться от них..
- Castradon — лекарственное средство для лечения облысения путем снижения уровня тестостерона. Может снижать внимание и вызывать менструацию. Упомянуто как спонсор автомобильных гонок.
- The Cavern of Sorrow — ролевая игра в стиле фэнтези, имитирующая Dungeons & Dragons.
- Cluckin' Bell — реклама сети закусочных быстрого обслуживания, специализирующихся на блюдах из жареной курицы. Пародия на KFC и Taco Bell.
- Blotto’s — повседневный продовольственный магазин, специализирующийся на рекреационном использовании.
- Ultimate Disc in the Dark — игра, в которой игрок бросает летящий диск в темноте, цель состоит в том, чтобы поймать диск и добежать к цели, чтобы выиграть.
- Bouche Cologne — одеколон для мужчин, которые «хотят почувствовать себя настоящими мужчинами».
- My Five Uncles — ТВ-сериал, пародирующий реальные прототипы, например Полный дом и My Two Dads, рассказывающий о сироте девочке-подростке, принятой в семью пятью весёлыми мужчинами.
- Celebrate with Cake — «Не в настроении? Съешь кусочек».
- Commemorative Miniatures — реклама исторических миниатюрных моделей солдатиков и танков. Упоминаются генерал Кастер, Джордж Армстронг, Наполеон и другие.
- Law — телевизионный сериал юридической тематики по четвергам на канале Weasel. Пародия на американский телесериал Закон Лос-Анджелеса.
- Intergalactic Wrestling Title — пародия на американские шоу реслинга.
- Proposition 832 — B.I.G.O.T. (Поправка 832) — организация, стремящаяся запретить иммиграцию.
- Proposition 602 — поправка призванная уменьшить общественный транспорт, преобразовывая автобусные маршруты и железнодорожные линии в большее количество дорог в пользу владельцев автомобилей.
- The Epsilon Program — религиозная секта. Является пародией на Церковь Саентологии. Также появляется в сюжете GTA 5.
- Commando Pest Eradication — радикальная группа Вьетнамских Ветеранов, предлагающие услуги по истреблению насекомых и других вредителей.
- Dreamakers — агентство, основанное в Vinewood, где «никто обучаются стать звёздами».
- eXsorbeo — портативная игровая консоль. Реклама пародирует игры на данной системе с мастурбацией, с такими фразами как, «мама смотри, я играю с собой!» («look mom, I’m playing with myself!») и «не играй слишком долго, а то станешь слепым» («don’t play too long or you’ll go blind»). Название явно намекает на Xbox.
- Tropicarcinoma — крем от загара, изготавливаемый из кокосового масла, цинка, алюминия, бора, магния и других металлов. Название можно расшифровать как «тропическая карцинома». Подразумевается, что усиленное загорание — одна из причин рака кожи.
- Crimson Executive Spouse Indemnity Services (1-866-505-CRIM) — легкодоступный юридический сервис, предлагающий для мужей страхование жизни жён на случай их попадания в ДТП. Подразумеваются намерения убить супругов, чтобы нажиться на страховке за их гибель.
- Mike Andrews — гуру самоусовершенствования, продвигающий свой «меньше — больше» способ прихода к богатству для бедных.
- Kilimanjaro — магазин одежды «для больших мужчин».
- Eris Pump Up Shoes — реклама спортивной обуви, которая пародирует навязчивую идею середины 90-х с кроссовами Reebok Pump. Марка Eris, ранее показана в рекламе в GTA III.
- Creative Plastic Surgery — клиника пластической хирургии, продвигающая необычные изменения внешности, такие как хвосты или третья грудь.
- American Bank of Los Santos — реклама о кредитах, имеет ту же самую музыку, как Little Lacy Surprise в Grand Theft Auto: Vice City Stories.
- San Andreas Telephone — пародирует многочисленные телефонные кампании, чья реклама базируется на идее: «Поддерживайте отношения с любимыми».
- Glory Hole Theme Park — парк отдыха, который пытается приспосабливаться к вкусам и запросам потребителей нетрадиционной сексуальной ориентации, но при этом позиционирует себя как семейный луна-парк.
- Special Needs Cop — кинофильм про полицейского, работающего под прикрытием в школе для детей с специальными потребностями. Пародия на фильм Детсадовский полицейский.
- Carcer City — реклама города Карсер Сити, который позиционируется местом отдыха для тех, кто устал «от солнечного света и хорошей погоды». В Карсер Сити происходило действие другой игры от Rockstar Games — Manhunt.
- Shine by Helmut Schein — Авторские духи.
- Renegade Cologne — духи для мужчин, которые хотят «сильного запаха мужества».
- Sooth — микстура от простуды и кашля, сделанная из кодеина, морфина и алкоголя.
- Rapidyke — комплект для самостоятельного быстрого изменения пола. Слоган рекламы: «Четыре быстрых действия с удивительными эффектами».
- Herr Gruber’s Spa — международный бизнес-курорт, принадлежавший Herr Gruber. Скорее всего, Herr Gruber — германский нацист, возможно, управитель немецкого концлагеря, так как во время рекламы диктор говорит о его «бывшем рабочем опыте в Германии», «о том, что ради хорошей комплекции можно пожертвовать своим достоинством», а сам он во время рекламы издевается над клиентами, причиняя им боль.
- Sprunk — сильногазированный безалкогольный напиток, пародия на Спрайт.
- Grin — лекарственный препарат для лечения депрессии и беспокойства.
- Ice Diamonds/De Koch Diamonds — совершенный подарок для Вашего партнёра: «охладите эту суку, с ice (игра слов — Ice — лёд и название данной торговой марки).» ("The perfect gift for your partner: «chill that bitch out, with ice.»)
- Fokari Film — компания, разрабатывающая плёнку для фотографирования. Слоган: «Memories are forever…sort of».
- Abbigo Brokerage and Pawn — услуги (вероятно ломбарда) по обмену абсолютно любых вещей на наличные деньги. Слоган — «We buy everything, including your dignity» (рус. «Мы покупаем всё, включая вашу честь»).
- Logger Beer — реклама пива.
- Logger Light — низкокалорийное пиво, которое «облегчает алкоголизм без сопутствующего увеличения веса».
- Redwood Cigarettes — марка сигарет, помогающая «снять стресс». Спонсор Los Santos City Marathon.
- Lustrious — продукты для ухода за волосами.
- Don’t let Your Children Ride Bicycles — программа по покупке «вашим детям спортивного автомобиля вместо велосипеда». Спонсирование Governor’s Office и Maibatsu Cars.
- The Crazy Cock (в названии имеет место игра слов, англ. cock — обозначает и петуха и сленговое название полового члена) — стриптиз-клуб, где «дамы знают как развлечь джентльменов».
- Executive Intruder Extermination Services — персональные службы охраны, предлагающие защиту для «богатых параноиков».
- Janus — сервис, помогающий людям отчуждать свою семью.
- Hampshire Nannies — компания, предлагающая услуги строгих классических британских нянек.
- Starfish Resort and Casino — казино, предназначающееся как для детей, так и для взрослых.
- Join the Military — агитационная кампания по вербовке в вооружённые силы.
- Midlife Crisis Center — служба, предназначенная для мужчин с кризисом среднего возраста, которые хотят возвратить свою юность.

## Саундтрек Grand Theft Auto: San Andreas
Саундтрек игры Grand Theft Auto: San Andreas был выпущен на двух альбомах: «Grand Theft Auto: San Andreas Official Soundtrack» и «Grand Theft Auto: San Andreas Official Soundtrack [Box Set]».
Не вся музыка, звучащая в игре была включена в саундтрек, так как многие композиции не были лицензированы. Также в него включён один бонус-трек не звучащий в игре.
Оба издания были хорошо приняты критиками: по их мнению данные композиции соответствуют периоду и месту действия игры, а также вписываются в геймплей.

### Grand Theft Auto: San Andreas Official Soundtrack
| Оценки критиков | Оценки критиков |
| Источник        | Оценка          |
| --------------- | --------------- |
| AllMusic        | [ 2 ]           |
| The Guardian    | положительно    |

Первый альбом был выпущен 23 ноября 2004 года на двух CD и представляет собой сборник из 23 избранных треков c различных радиостанций игры. Также издание включает в себя DVD с игровым роликом «The Introduction», который повествует о событиях до начала игры.
| №                   | Название                      | Исполнитель(и)           | Длительность |
| ------------------- | ----------------------------- | ------------------------ | ------------ |
| 1.                  | «Theme from San Andreas»      | Michael Hunter           | 1:28         |
| 2.                  | «Killing in the Name»         | Rage Against the Machine | 5:14         |
| 3.                  | «I Don’t Give a Fuck»         | 2Pac                     | 4:19         |
| 4.                  | «The Payback»                 | James Brown              | 7:36         |
| 5.                  | «West Coast Poplock»          | Ronnie Hudson            | 5:28         |
| 6.                  | «Groove Me»                   | Guy                      | 4:30         |
| 7.                  | «Two Tickets to Paradise»     | Eddie Money              | 3:57         |
| 8.                  | «How I Could Just Kill a Man» | Cypress Hill             | 4:07         |
| 9.                  | «Pressure Drop»               | The Maytals              | 3:41         |
| 10.                 | «Children's Story»            | Slick Rick               | 3:58         |
| 11.                 | «Cold Blooded»                | Rick James               | 5:55         |
| 12.                 | «Break 4 Love»                | Raze                     | 5:24         |
| Общая длительность: | Общая длительность:           | Общая длительность:      | 55:37        |

| №                   | Название                | Исполнитель(и)            | Длительность |
| ------------------- | ----------------------- | ------------------------- | ------------ |
| 1.                  | «Funky Worm»            | Ohio Players              | 2:39         |
| 2.                  | «Barracuda»             | Heart                     | 4:21         |
| 3.                  | «Hood Took Me Under»    | Compton’s Most Wanted     | 3:39         |
| 4.                  | «Think (About It)»      | Lyn Collins               | 3:20         |
| 5.                  | «Rebel Without a Pause» | Public Enemy              | 5:02         |
| 6.                  | «Midlife Crisis»        | Faith No More             | 4:16         |
| 7.                  | «Poison»                | Bell Biv DeVoe            | 4:21         |
| 8.                  | «Chase the Devil»       | Max Romeo & the Upsetters | 3:24         |
| 9.                  | «I Know You Got Soul»   | Eric B. & Rakim           | 4:43         |
| 10.                 | «Crazy»                 | Willie Nelson             | 3:56         |
| 11.                 | «Head Like a Hole»      | AFI                       | 4:43         |
| Общая длительность: | Общая длительность:     | Общая длительность:       | 44:24        |

### Grand Theft Auto: San Andreas Official Soundtrack [Box Set]
| Оценки критиков    | Оценки критиков |
| Источник           | Оценка          |
| ------------------ | --------------- |
| AllMusic           | [ 5 ]           |
| IGN                | 7,3/10          |
| The Michigan Daily | 4,5/5           |
| NME                | 9/10            |

Box Set был выпущен 7 декабря 2004 года и состоит из 8 CD, каждый из которых озаглавлен названием одной из радиостанций игры. Включает в себя чуть больше половины треков, звучащих на радиостанциях, а также фразы диджеев и внутриигровую рекламу.
| №                   | Название                      | Исполнитель(и)           | Длительность |
| ------------------- | ----------------------------- | ------------------------ | ------------ |
| 1.                  | «Playback FM (Intro)»         |                          | 0:12         |
| 2.                  | «Rebel Without a Pause»       | Public Enemy             | 5:02         |
| 3.                  | «Brand Nubian»                | Brand Nubian             | 4:37         |
| 4.                  | «Children's Story»            | Slick Rick               | 3:58         |
| 5.                  | «You're on Playback FM»       |                          | 0:05         |
| 6.                  | «I Know You Got Soul»         | Eric B. & Rakim          | 4:43         |
| 7.                  | «It Takes Two»                | Rob Base and DJ E-Z Rock | 4:45         |
| 8.                  | «That Was Playback FM»        |                          | 0:11         |
| 9.                  | «La Raza»                     | Kid Frost                | 3:26         |
| 10.                 | «It’s Funky Enough»           | The D.O.C.               | 4:28         |
| 11.                 | «Guerillas in tha Mist»       | Da Lench Mob             | 4:25         |
| 12.                 | «Hood Took Me Under»          | Compton’s Most Wanted    | 3:39         |
| 13.                 | «How I Could Just Kill a Man» | Cypress Hill             | 4:07         |
| 14.                 | «I Don’t Give a Fuck»         | 2Pac                     | 4:19         |
| 15.                 | «Ice Diamonds»                |                          | 0:48         |
| 16.                 | «Commando Pest Eradication»   |                          | 1:16         |
| Общая длительность: | Общая длительность:           | Общая длительность:      | 50:01        |

| №                   | Название                                             | Исполнитель(и)               | Длительность |
| ------------------- | ---------------------------------------------------- | ---------------------------- | ------------ |
| 1.                  | «K-Rose (Intro)»                                     |                              | 0:12         |
| 2.                  | «Crazy»                                              | Willie Nelson                | 3:57         |
| 3.                  | «Hey, Good Lookin'»                                  | Hank Williams                | 2:53         |
| 4.                  | «Louisiana Woman, Mississippi Man»                   | Loretta Lynn / Conway Twitty | 2:30         |
| 5.                  | «Bed of Rose's»                                      | The Statler Brothers         | 2:24         |
| 6.                  | «You're on K-Rose»                                   |                              | 0:08         |
| 7.                  | «Amos Moses»                                         | Jerry Reed                   | 2:17         |
| 8.                  | «I Love a Rainy Night»                               | Eddie Rabbitt                | 3:07         |
| 9.                  | «All My Ex's Live in Texas»                          | Whitey Shafer                | 3:19         |
| 10.                 | «Mammas Don't Let Your Babies Grow Up to Be Cowboys» | Ed Bruce                     | 3:20         |
| 11.                 | «Always Wanting You»                                 | Merle Haggard                | 3:06         |
| 12.                 | «Three Cigarettes in the Ashtray»                    | Patsy Cline                  | 2:13         |
| 13.                 | «That Was K-Rose»                                    |                              | 0:06         |
| 14.                 | «Logger»                                             |                              | 0:31         |
| 15.                 | «Starfish Resort and Casino»                         |                              | 1:04         |
| Общая длительность: | Общая длительность:                                  | Общая длительность:          | 31:07        |

| №                   | Название                                     | Исполнитель(и)      | Длительность |
| ------------------- | -------------------------------------------- | ------------------- | ------------ |
| 1.                  | «Bounce FM (Intro)»                          |                     | 0:07         |
| 2.                  | «Hollywood Swinging»                         | Kool & the Gang     | 3:27         |
| 3.                  | «Cold Blooded»                               | Rick James          | 5:56         |
| 4.                  | «You Dropped a Bomb on Me»                   | The Gap Band        | 5:07         |
| 5.                  | «Candy»                                      | Cameo               | 5:45         |
| 6.                  | «West Coast Poplock»                         | Ronnie Hudson       | 5:25         |
| 7.                  | «You're on Bounce FM»                        |                     | 0:11         |
| 8.                  | «I Can Make You Dance»                       | Zapp                | 3:59         |
| 9.                  | «Let It Whip»                                | Dazz Band           | 4:42         |
| 10.                 | «Running Away»                               | Roy Ayers           | 3:10         |
| 11.                 | «Funky Worm»                                 | Ohio Players        | 2:39         |
| 12.                 | «Twilight»                                   | Maze                | 6:37         |
| 13.                 | «That Was Bounce FM»                         |                     | 0:11         |
| 14.                 | «Glory Hole Theme Park - Fun With Strangers» |                     | 0:49         |
| 15.                 | «Eris Pump Up Shoes»                         |                     | 1:18         |
| Общая длительность: | Общая длительность:                          | Общая длительность: | 49:23        |

| №                   | Название                             | Исполнитель(и)      | Длительность |
| ------------------- | ------------------------------------ | ------------------- | ------------ |
| 1.                  | «K-DST (Intro)»                      |                     | 0:06         |
| 2.                  | «Barracuda»                          | Heart               | 4:21         |
| 3.                  | «Strutter»                           | Kiss                | 3:09         |
| 4.                  | «Smokin'»                            | Boston              | 4:19         |
| 5.                  | «Some Kind of Wonderful»             | Grand Funk Railroad | 3:21         |
| 6.                  | «Woman to Woman»                     | Joe Cocker          | 4:26         |
| 7.                  | «Get Down to It»                     | Humble Pie          | 3:24         |
| 8.                  | «You're on K-DST»                    |                     | 0:10         |
| 9.                  | «A Horse with No Name»               | America             | 4:07         |
| 10.                 | «Eminence Front»                     | The Who             | 5:39         |
| 11.                 | «Free Bird»                          | Lynyrd Skynyrd      | 9:04         |
| 12.                 | «Two Tickets to Paradise»            | Eddie Money         | 3:57         |
| 13.                 | «Young Turks»                        | Rod Stewart         | 5:02         |
| 14.                 | «That Was K-DST»                     |                     | 0:12         |
| 15.                 | «Midlife Crisis Center»              |                     | 1:11         |
| 16.                 | «San Andreas Telephone - New Father» |                     | 0:21         |
| Общая длительность: | Общая длительность:                  | Общая длительность: | 52:49        |

| №                   | Название                               | Исполнитель(и)                | Длительность |
| ------------------- | -------------------------------------- | ----------------------------- | ------------ |
| 1.                  | «Master Sound 98.3 (Intro)»            |                               | 0:17         |
| 2.                  | «The Payback»                          | James Brown                   | 7:36         |
| 3.                  | «Jungle Fever»                         | The Chakachas                 | 4:21         |
| 4.                  | «Think (About It)»                     | Lyn Collins                   | 3:20         |
| 5.                  | «I Know You Got Soul»                  | Bobby Byrd                    | 4:40         |
| 6.                  | «Express Yourself»                     | Charles Wright                | 3:50         |
| 7.                  | «Cross the Tracks (We Better Go Back)» | Maceo & the Macks             | 3:16         |
| 8.                  | «You're on Masters Sounds 98.3»        |                               | 0:19         |
| 9.                  | «(I Got) So Much Trouble in My Mind»   | Sir Joe Quarterman & FreeSoul | 6:17         |
| 10.                 | «The Grunt»                            | The J.B.'s                    | 3:30         |
| 11.                 | «Smokin' Cheeba Cheeba»                | Harlem Underground            | 7:33         |
| 12.                 | «Funky President»                      | James Brown                   | 4:08         |
| 13.                 | «Green Onions»                         | Booker T. & the M.G.’s        | 2:52         |
| 14.                 | «That Was Master Sounds 98.3»          |                               | 0:16         |
| 15.                 | «Cluckin' Bell»                        |                               | 0:48         |
| 16.                 | «Zebra Bar - Fun to Try»               |                               | 0:31         |
| Общая длительность: | Общая длительность:                    | Общая длительность:           | 53:34        |

| №                   | Название                                | Исполнитель(и)      | Длительность |
| ------------------- | --------------------------------------- | ------------------- | ------------ |
| 1.                  | «CSR 103.9 (Intro)»                     |                     | 0:09         |
| 2.                  | «Groove Me»                             | Guy                 | 4:30         |
| 3.                  | «I Got the Feeling»                     | Today               | 3:46         |
| 4.                  | «Don't Be Cruel»                        | Bobby Brown         | 6:46         |
| 5.                  | «My Lovin' (You're Never Gonna Get It)» | En Vogue            | 4:40         |
| 6.                  | «New Jack Swing»                        | Wreckx-n-Effect     | 3:36         |
| 7.                  | «Motownphilly»                          | Boyz II Men         | 3:54         |
| 8.                  | «You're on CSR 103.9»                   |                     | 0:10         |
| 9.                  | «Poison»                                | Bell Biv DeVoe      | 4:21         |
| 10.                 | «So You Like What You See»              | Samuelle            | 4:57         |
| 11.                 | «I'm So into You»                       | SWV                 | 4:37         |
| 12.                 | «Don't Be Afraid»                       | Aaron Hall          | 5:18         |
| 13.                 | «Sensitivity»                           | Ralph Tresvant      | 4:39         |
| 14.                 | «That Was CSR 103.9»                    |                     | 0:07         |
| 15.                 | «Renegade Cologne»                      |                     | 0:48         |
| 16.                 | «The Epsilon Program - Covet»           |                     | 0:43         |
| Общая длительность: | Общая длительность:                     | Общая длительность: | 53:01        |

| №                   | Название                          | Исполнитель(и)            | Длительность |
| ------------------- | --------------------------------- | ------------------------- | ------------ |
| 1.                  | «K-Jah (Intro)»                   |                           | 0:11         |
| 2.                  | «Chase the Devil»                 | Max Romeo & the Upsetters | 3:24         |
| 3.                  | «Here I Come»                     | Barrington Levy           | 3:43         |
| 4.                  | «Great Train Robbery»             | Black Uhuru               | 5:53         |
| 5.                  | «Ring My Bell»                    | Blood Sisters             | 7:56         |
| 6.                  | «Funky Kingston»                  | Toots and the Maytals     | 4:53         |
| 7.                  | «King Tubby Meets Rockers Uptown» | Augustus Pablo            | 2:28         |
| 8.                  | «You're on K-Jah»                 |                           | 0:10         |
| 9.                  | «Bam Bam»                         | Pliers                    | 4:03         |
| 10.                 | «Cocaine in My Brain»             | Dillinger                 | 2:44         |
| 11.                 | «Don't Let It Go to Your Head»    | Black Harmony             | 7:18         |
| 12.                 | «Drum Pan Sound»                  | Reggie Stepper            | 3:23         |
| 13.                 | «Pressure Drop»                   | The Maytals               | 3:41         |
| 14.                 | «That Was K-Jah»                  |                           | 0:10         |
| 15.                 | «South Cough Medicine»            |                           | 0:56         |
| 16.                 | «Wrestling on Weazel»             |                           | 1:21         |
| Общая длительность: | Общая длительность:               | Общая длительность:       | 52:14        |

| №                   | Название                          | Исполнитель(и)           | Длительность |
| ------------------- | --------------------------------- | ------------------------ | ------------ |
| 1.                  | «Radio X (Intro)»                 |                          | 0:13         |
| 2.                  | «Rusty Cage»                      | Soundgarden              | 4:25         |
| 3.                  | «Unsung»                          | Helmet                   | 3:56         |
| 4.                  | «Midlife Crisis»                  | Faith No More            | 4:16         |
| 5.                  | «Plush»                           | Stone Temple Pilots      | 5:10         |
| 6.                  | «Killing in the Name»             | Rage Against the Machine | 5:13         |
| 7.                  | «You're on Radio X»               |                          | 0:10         |
| 8.                  | «Cult of Personality»             | Living Colour            | 4:53         |
| 9.                  | «Mother»                          | Danzig                   | 3:24         |
| 10.                 | «Personal Jesus»                  | Depeche Mode             | 4:53         |
| 11.                 | «Been Caught Stealing»            | Jane’s Addiction         | 3:30         |
| 12.                 | «Pretend We're Dead»              | L7                       | 3:53         |
| 13.                 | «That Was Radio X»                |                          | 0:09         |
| 14.                 | «My Five Uncles»                  |                          | 0:56         |
| 15.                 | «Exsorbeo Handheld Gaming System» |                          | 0:54         |
| Общая длительность: | Общая длительность:               | Общая длительность:      | 45:55        |